# ネル・ブリンクリー
ネル・ブリンクリー（Nell Brinkley, 1886年9月5日 – 1944年10月21日）は米国人のイラストレーター、漫画家。40年にわたってニューヨークの新聞・雑誌で活躍し、「コミックの女王」と呼ばれた。特徴的な少女画は「ブリンクリー・ガール」と呼ばれ、アイコン的な女性像として音楽や映画、演劇に影響を与えた。

## 生い立ち
1886年にコロラド州デンバーで生まれる。1893年にデンバーの西境に位置する小さな町エッジウォーターに移り住んだ。ネルの父ロバート・セレットは後にその町長になった。ネルは正式な美術教育を受けないまま高校を退学してイラストレーターを目指した。1903年にデンバーの地方紙デンバー・ポストに雇用されて政治風刺漫画を描いたが、この仕事は半年ほどしか続かなかった。2年にわたって美術学校に通った後にデンヴァー・タイムズ紙で少女画を描き始めて名を上げた。1906年にはA・U・メイフィールドの児童書 Wally Wish and Maggie Magpie の表紙と挿絵を描いた。

## 来歴
1907年にメディア王ウィリアム・ランドルフ・ハーストと部下の編集者アーサー・ブリスベインによってスカウトされ、母メイ・フレンチとともにハースト新聞王国の中心地だったニューヨークのブルックリンに移った。後には当時のトップイラストレーターの多くが住んでいた芸術村があるニューヨーク州ニューロシェルに転居した。ブリンクリーはマンハッタンの『ジャーナル』紙に毎日のように緻密な大判のイラストレーションを描き、文章も付けた。後に確立された繊細な描線によるアールヌーボー様式はまだ完成していなかった。初登場は1907年11月26日のコミック欄で、女優ヴァレスカ・スラットのイラスト付き人物記事だった。翌日には女優エセル・バリモアを取り上げた。
最初にブリンクリーの知名度を高めたのはハリー・ソーを被告とするセンセーショナルな殺人事件の裁判傍聴記だった。ジャーナル紙に起用されてから３か月目の時期だった。ソーの妻で女優のイヴリン・ネスビットにも数多くのインタビューを行った。イヴニング・ジャーナルを始めとするハースト系列の新聞におびただしい法廷画が掲載された。ブリンクリーは後年にも著名な殺人事件の公判を手掛けている。ソーの公判記事が終わると女性欄に戻り、エンターテインメント欄にも進出して演劇やミュージカルの新作をレビューした。それらは全米各地のハースト系新聞に掲載された。
華やかで陽気なイラストレーションはすぐに人気を集めた。少女と少年（女性と男性）を描いた絵は特に人気があった。ブリンクリーは二人を常に「ベティとビリー」と呼び、愛の象徴としてキューピッドの絵を添えた。巻き毛の生き生きした労働者階級の少女の絵は「ブリンクリー・ガール」と呼ばれ、チャールズ・ダナ・ギブソンが描く取り澄ました「ギブソン・ガール」の人気に取って代わった。ブロードウェイのレヴュー「ジーグフェルド・フォリーズ」は1908年にブリンクリー・ガールを扱った演目を上演した。百貨店のブルーミングデールズは「ネル・ブリンクリー・デイ」を催し、広告にイラストレーションを大々的に使用した。女性はブリンクリーが描くヘアスタイルにならい、台紙にイラストを用いた「ネル・ブリンクリー・ヘア・ウェーバー」を購入した。少女読者はブリンクリーのイラストレーションを切り抜き、色を塗ってスクラップした。1908年の夏にブリンクリーが休暇を取ってコロラドに帰郷するとデンバー記者クラブが歓迎会を開いた。
ブリンクリーはグレン・L・マーティンが新造した複葉機に同乗し、急降下や着陸をレポートした。第一次世界大戦前後には戦時国債キャンペーンに協力した。またワシントンD.C.へ赴いて、故郷を離れて防衛産業に従事している若い女性たちを取材した。

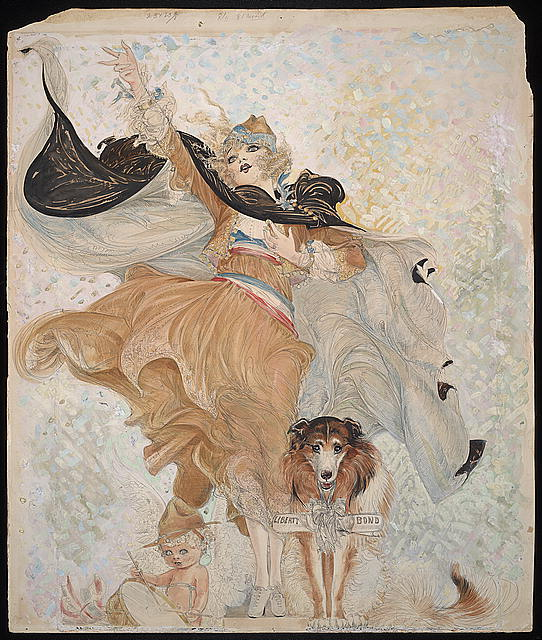
Golden Eyes with Uncle Sam（1918年ごろ）。絵物語の主人公ゴールデン・アイズとその犬アンクル・サムを描いている。

ブリンクリーが書く文章は20世紀初頭の大衆文芸によく見られるスタイルで、センテンスを終わらせずダッシュで次の文につなげていく饒舌なものだった。文章にも人気が出るにつれて『イヴニング・ジャーナル』紙に加えて『コスモポリタン』、『グッド・ハウスキーピング』、『ハーパーズ・マガジン』のような雑誌にイラストレーションを添えた短編小説や探訪記事を寄稿するようになった。絵入りの演劇評のほか、当時の社会における母親や若い女性を題材にすることが多かった。1930年代には大統領夫人エレノア・ルーズベルトについても書いている。働く女性を後押しし、女性の権利の拡大を推進する文章が大半だった。
ブリンクリーの作品は通信社キング・フィーチャーズを通じて海外の新聞にも配信され、ロマンチックな作家・イラストレーターとしてもっとも多作でもっとも著名な存在となった。後には本の挿絵や、コマ割りされた数ページの絵からなる時事風刺作品を描いた。1943年にはその一作がコミックのアンソロジーに収録された。
1935年には写真が新聞紙上でイラストレーションに置き換わり始め、ブリンクリーの人気も下り坂になった。

## ブリンクリー・ガール
ブリンクリーの女性キャラクターは読者の注目を集めた。それまでチャールズ・ダナ・ギブソンがトレードマークとしていた取り澄ましたギブソン・ガールと比べて、「ブリンクリー・ガール」はより少女らしく、陽気で自立した人物像だった。全米にシンジケート配信された The Three Graces はブリンクリー・ガールをアイコン的な地位に押し上げた。同作は参政権、戦時協力、愛国的なアメリカニズムを称えるイラストレーションで、若く美しい女性と参政権を結び付けた最初の作品の一つだった。

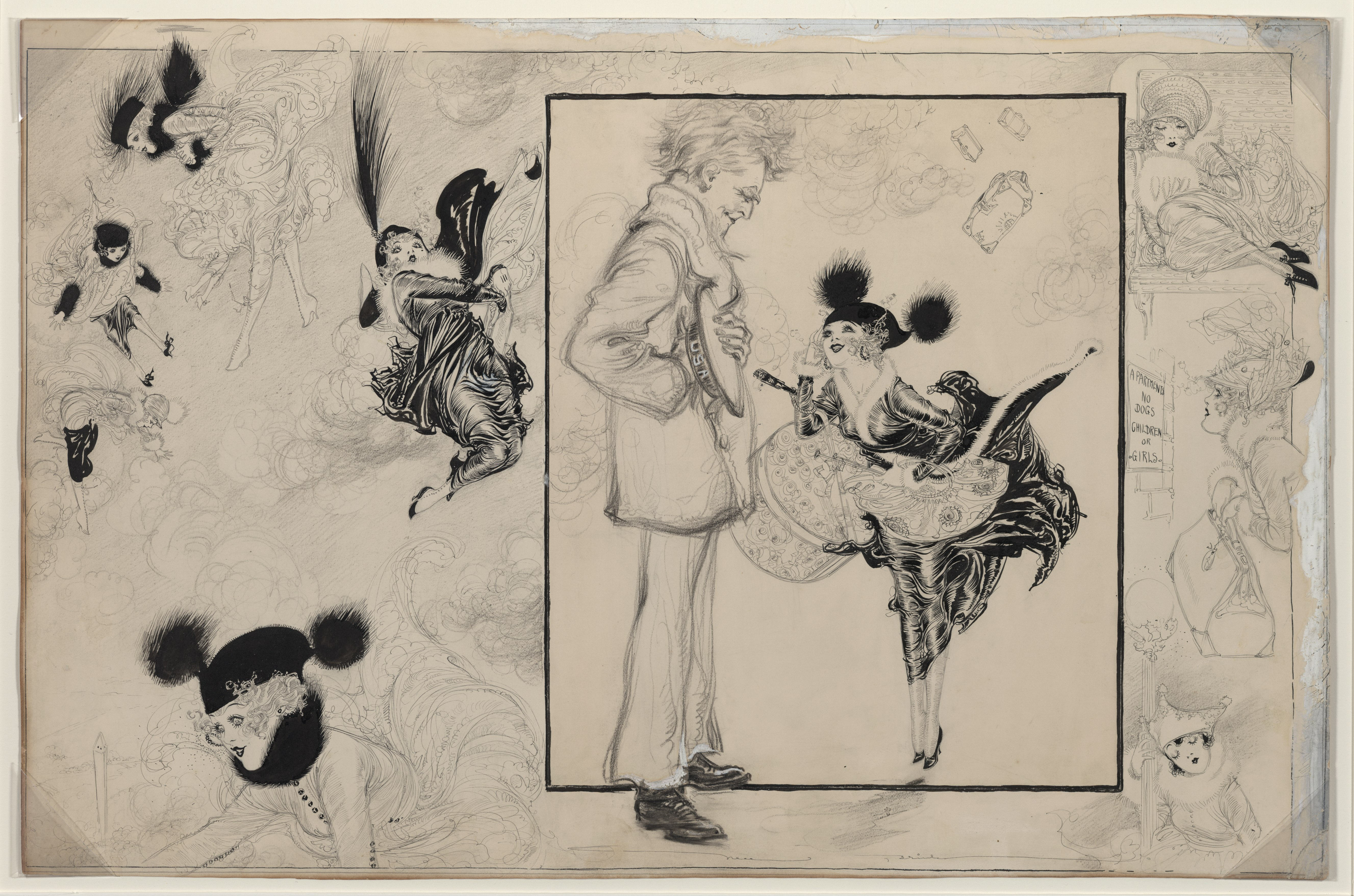
Uncle Sam's Girl Shower (1917)。第一次大戦中にワシントンD.C.に集められた若い女性の労働者が住宅難に直面したことを風刺している。

典型的なブリンクリー・ガールはレースのついたドレスを着て髪をカールにした労働者階級の少女で、当時の一般的な女性の基準よりも自由な行動を取っていた。それらの作品にはフェミニストの観点があると見なされることが多い。
ブリンクリー・ガールは国民的な人気を獲得し、ポップ音楽、詩歌や演劇の題材となった。レビュー「ジーグフェルド・フォリーズ」第2回公演 (1908) にはブリンクリー・ガールを題材にしたパートがいくつかあり、ハリー・B・スミスとモーリス・レヴィによる「ザ・ネル・ブリンクリー・ガール」という曲も含まれていた。

## 書籍

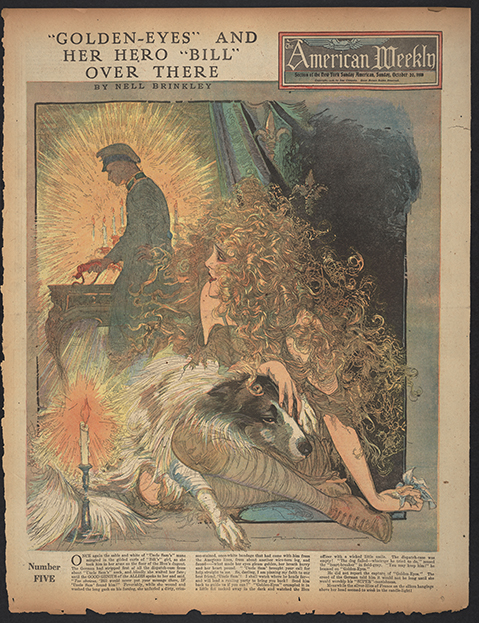
絵物語 "Golden Eyes" and Her Hero "Bill" over There（1918年10月）

ファンタグラフィックス・ブックスから2009年に出た The Brinkley Girls には、1913年から1940年にかけて描かれたページ1面のイラストレーション、初期の絵物語 Golden Eyes and Her Hero, Bill 、ロマンスもの Betty and Billy and Their Love Through the Ages 、1920年代のフラッパー・コミック、パルプ雑誌に触発された1937年の Heroines of Today 、その他未公開の油絵が収録された。編集はトリナ・ロビンスによる。
初期の作品 Golden Eyes and Her Hero, Bill はフランスに出征した恋人ビルを追って赤十字に参加した少女ゴールデン・アイズの物語だった。ページ全面のカラーイラストと文章からなる絵物語で、1918年3月から1919年2月にかけて連載された。タイトルは途中から "Golden Eyes" and Her Hero "Bill" Over There に変更された。主体的な女性主人公と愛国性を特徴とする作品で、アール・デコとアール・ヌーボーの要素を併せ持つ1910年代の女性美の理想を体現した画風で特筆される。
最後に発表された作品は1937年に新聞日曜版に連載された Heroines of Today だった。同作はブリンクリーのもっとも興味深く力強い作品だとされている。既婚／未婚、主婦／勤労女性を問わず多様な境遇の女性を賛美する作品で、森林火災監視員、兵士、刑事のような職業の強い女性が描かれていた。ジャングルで貿易商の夫に先立たれた女性が一人でサバイバル能力を身に付け、現地人と平和的に交流しながら商売を続ける作品もあった。また女性が第二次世界大戦でロシアやスペインに従軍し、機関銃や戦車で戦う姿も描かれた。

## 私生活
1920年9月7日、著名なブロードウェイ俳優ブルース・マクレイの息子で新聞記者のブルース・マクレイJrと結婚した。2年後の1922年12月15日に一人息子のブルース・ロバート・マクレイIIIが生まれた。ブルースJrとは1937年に離婚した。
1944年10月21日、長い闘病の末にニューロシェルで死去し、両親とともにその地の共同墓地に葬られた。

## 受賞
2000年にイラストレーター協会の殿堂に入った。2008年にはフレンズ・オブ・ルルが認定する女性漫画家の殿堂に、2020年にはサンディエゴ・コミコンによってアイズナー賞殿堂に迎えられた。

## 関連文献
- Collins, Lois E.; Tom J. Collins (26 December 2007). Nell Brinkley 1917 "Love Letters". Nell Brinkley 1917, 18, 19. ISBN 9781435704916 2009年7月30日閲覧。
- Collins, Lois E.; Tom J. Collins (6 January 2008). Nell Brinkley 1918 "Love Letters". Nell Brinkley 1917, 18, 19. ISBN 9781435704848 2009年7月30日閲覧。
- Collins, Lois E.; Tom J. Collins (26 December 2007). Nell Brinkley 1919 "Love Letters". Nell Brinkley 1917, 18, 19. ISBN 9781435704879 2009年7月30日閲覧。